# Celso Luis Gomes
Celso Luis Gomes (* 2. September 1964 in Três Corações) ist ein ehemaliger brasilianischer Fußballspieler.

## Karriere
Gomes begann seine Karriere bei Nacional AC (SP) und spielte unter anderem auch beim EC São Bento, SE Palmeiras und Figueirense FC. Im 1993 unterschrieb er einen Vertrag beim japanischen Erstligisten Shimizu S-Pulse. 1993 erreichte er das Finale des J.League Cup.